# Бульці
Бульці (італ. Bulzi, сард. Bulzi) — муніципалітет в Італії, у регіоні Сардинія,  провінція Сассарі.
Бульці розташоване на відстані близько 330 км на захід від Рима, 185 км на північ від Кальярі, 27 км на північний схід від Сассарі.
Населення — 533 особи (2014).
Щорічний фестиваль відбувається 20 січня. Покровитель — San Sebastiano martire.

## Демографія
Населення за роками:

Станом на 1 січня 2023 року в муніципалітеті офіційно проживало 8 іноземців з 6 країн, серед них 7 громадян країн Євросоюзу.

## Сусідні муніципалітети
- Лаерру
- Перфугас
- Санта-Марія-Когінас
- Седіні